# Vigrestad
Vigrestad este o localitate din comuna Hå, provincia Rogaland, Norvegia, cu o suprafață de 1,19 km² și o populație de 1.970 locuitori (2013).